# Puzajući petoprst
Puzajući petoprst (puzavi petoprst, puzajući petolist, puzava petoprsta, lat. Potentilla reptans), trajnica iz roda petoprsta, porodica ružovki. Raširena je po Europi, Aziji, sjevernoj Africi i Sjevernoj Americi. U Hrvatskoj raste po Velebitu i Biokovu. Uvezena je i u Australiju i Novi Zeland.